# Med en enkel tulipan
Med en enkel tulipan är en sång skriven av Jules Sylvain (musik) och Sven Paddock (text), som ursprungligen spelades in av Bo Hallman 1938. Samma år gjorde Harry Brandelius en insjungning. Sången handlar om att istället för att köpa dyra smycken och liknande på födelsedagar så räcker det med just en enkel tulipan. Melodin används även till Jag är en liten undulat.